# Castellanus

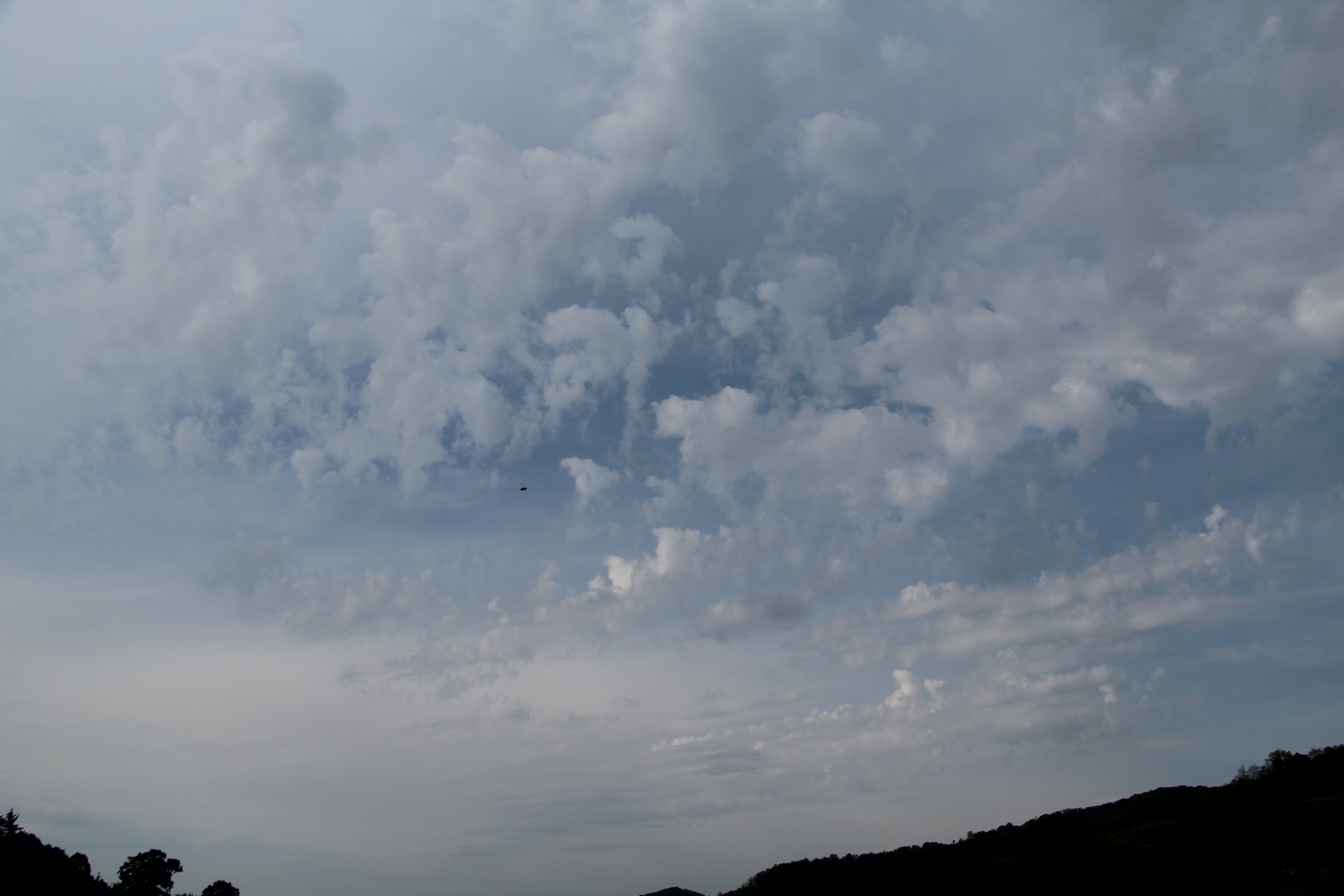
Altocumulus castellanus, gesehen am 23. September 2015 vormittags in Birthälm (Biertan), Rumänien

Castellanus (cas) (lat. „die Burg betreffend“) sind Wolken, die im oberen Abschnitt wenigstens teilweise Aufquellungen in Form von Türmchen haben, die der Wolke im Allgemeinen ein zinnenartiges Aussehen verleihen. 

## Beschreibung
Diese Art ist auf die Gattungen Cirrus, Cirrocumulus, Altocumulus und Stratocumulus anwendbar. Die Türmchen, von denen einige sich mehr nach oben als in die Breite entwickeln, sind durch eine gemeinsame Basis miteinander verbunden und wachsen oft nebeneinander aus der gleichen Wolke heraus. Der Castellanus-Charakter wird besonders deutlich, wenn die Wolke von der Seite betrachtet wird.